# Joachim Linckelmann
Joachim Linckelmann (* 1964 in München) ist ein deutscher Flötist und Musikarrangeur.

## Leben und Werk
Linckelmann studierte Querflöte am Richard-Strauss-Konservatorium München und an der Musikhochschule Würzburg bei Konrad Hampe und arbeitete als Flötist bei den Hofer Symphonikern, beim Radio-Sinfonieorchester Basell, beim Philharmonischen Orchester Freiburg, bei der Südwestdeutschen Philharmonie Konstanz und beim Orquesta Sinfónica de Galicia in A Coruña. Schon zu Studienzeiten begann er, größere Orchesterwerke für Bläserquintette zu arrangieren. 2009 arrangierte er mit Felix Mendelssohn-Bartholdys Schauspielmusik zu Athalia erstmals ein Werk für Chor.
Linckelmann macht mit Bearbeitungen großer Chor- und Orchesterwerke wie beispielsweise den Requien von Johannes Brahms, Antonín Dvořák und Giuseppe Verdi diese Werke für kleinere Ensembles zugänglich. Im Sinne der musikalischen Integrität der Originalwerke werden Teile der Orchestrierung, welche bei der Verkleinerung der Besetzung entfallen würden, nach Möglichkeit auf andere Instrumente verteilt. Beispielsweise kommt Linckelmanns Bearbeitung von Brahms Ein deutsches Requiem ohne Blechbläser aus, an besonders markanten Stellen übernimmt die Oboe, als Holzblasinstrument mit dem klarsten Ton, die Rolle der ersten Trompete.  Die Bearbeitungen werden aufgrund ihrer Qualität und Ausgewogenheit geschätzt und international aufgeführt.

## Arrangierte Werke
- Ludwig van Beethoven Missa Solemnis, op. 123, Bearbeitung für Kammerorchester
- Johannes Brahms Ein deutsches Requiem, Bearbeitung für Kammerorchester
- Anton Bruckner Messe f-moll
- Antonín Dvořák Stabat Mater, Bearbeitung für Kammerorchester
- Antonín Dvořák Requiem, Bearbeitung für Kammerorchester
- Antonín Dvořák Messe in D, Bearbeitung für Bläserquintett
- Antonín Dvořák Te deum, Bearbeitung für Kammerorchester
- Felix Mendelssohn-Bartholdy Elias, Bearbeitung für Kammerorchester
- Felix Mendelssohn-Bartholdy Paulus Bearbeitung für Kammerorchester
- Felix Mendelssohn-Bartholdy Lobgesang, Bearbeitung für Kammerorchester
- Giacomo Puccini Messa di Gloria, Bearbeitung für Kammerorchester
- Gioachino Rossini Stabat Mater, Bearbeitung für Kammerorchester
- Franz Schubert Messe in Es D 950, Bearbeitung für Kammerorchester
- Giuseppe Verdi Messa da Requiem, Bearbeitung für Kammerorchester